# 特殊任務民警支隊 (キルギス)
特殊任務民警支隊は、キルギス内務省の民警（警察）特殊部隊。旧ソ連の特別任務民警支隊（OMON）の系統（公安民警）に属する。なお、キルギス内務省には、緊急対応特殊課（SOBR）のような刑事民警系統の特殊部隊は存在しない。
隊員は、茜色のベレー帽を着用する。

## 概要
1988年、ソ連内務省にOMONが創設され、キルギス・ソビエト社会主義共和国内務省にもOMONが設置された。
キルギス独立後、OMONに基づき、特殊任務民警支隊が創設された。特殊任務民警支隊の任務は、内務省の特殊作戦の支援、人質解放、麻薬・武器の流通の阻止とそのルートの撃滅、特に危険な犯罪者と組織犯罪集団の捕縛及び無力化、戦略施設の警備である。
特殊任務民警支隊は、首都ビシュケク、ジャラル・アバド、バトケンに配置されている。

## 訓練
隊員は、部署に関係なく、戦闘経験を有する者とスポーツマンから選抜される。民間からでも、条件に一致すれば、直接入隊することができる。
訓練内容は、強行軍、障害走、格闘技のスパーリング等を行う外、ヘリからのリペリング訓練も行う。また、工兵業務特殊課程も存在する。

## 活動
1999年夏のウズベキスタン・イスラム運動の戦闘員のバトケン侵入（バトケン戦争）の際、ビシュケク内務局特殊任務民警支隊が投入された。支隊は、国防省の「スコルピオン」、「イルビルス」等と共に、戦闘員の撃滅、現地の掃討作戦に従事した。
この事件を受けて、ジャラル・アバドにも支隊が設置された。2000年、ジャラル・アバド支隊は、南部で戦闘行動に従事した。バトケンの州昇格後、バトケンにも支隊が創設された。第2次バトケン戦争時、部隊は、カルムラート・サディエフ内務次官が自ら監督した。
支隊隊員は、「ツェントルアズバト」、「南－アンチテロル」のような共同対テロ演習に参加している。